# 4636 Chile
4636 Chile è un asteroide della fascia principale. Scoperto nel 1988, presenta un'orbita caratterizzata da un semiasse maggiore pari a 2,6134329 UA e da un'eccentricità di 0,1593796, inclinata di 13,77768° rispetto all'eclittica.